# Palau Reial Major
Il Palau Reial Major (in italiano Gran Palazzo Reale) è un complesso di edifici storici che si trova in Plaça del Rei a Barcellona.
Il palazzo era una residenza dei conti di Barcellona e, successivamente, dei re d'Aragona ed è composto da tre edifici distinti:
- il Saló del Tinell, costruito nel XIV secolo sotto la direzione dell'architetto Guillem Carbonell e le cui arcate a tutto sesto poggiano su delle volte a crociera dell'XI secolo, a loro volta costruite su una preesistente struttura monumentale risalente all'epoca visigota;
- la Cappella palatina di Sant'Agata, costruita nel 1302 sotto re Giacomo II e progettata dall'architetto Bertran Riquer con le funzioni di cappella reale al posto di precedente oratorio. Ha una torre ottagonale risalente agli inizi del XIV secolo ed è costituita da un unico corridoio con un soffitto a volta che termina con un'abside poligonale. La sagrestia è costruita all'interno delle antiche mura romane ed è decorata con una pala d'altare quattrocentesca dedicata all'Epifania e realizzata dal pittore Jaume Huguet su commissione di Pietro V d'Aragona;
- il Palau del Lloctinent, costruito tra il 1549 e il 1557 da Antoni Carbonell in stile tardo gotico e rinascimentale, così come il Mirador del rei Martí, una torre di cinque piani su una pianta rettangolare.

Sia il Saló del Tinell che la cappella di Sant'Agata sono considerati dei capolavori dell'architettura gotica catalana e possono essere visitati in quanto fanno parte Museo di storia di Barcellona.
Dopo il XVI secolo l'edificio non venne più utilizzato come residenza reale ma fu diviso tra l'Inquisizione e l'amministrazione reale. Nello stesso periodo venne costruita la porta che conduce alla Sala delle udienze reali, con un timpano triangolare, che oggi è l'ingresso del Museu Frederic Marès.